# Beneficio di Cristo
Il Beneficio di Cristo (Trattato Utilissimo del Beneficio di Giesu Christo Crocifisso verso i christiani), scritto da Benedetto Fontanini, fu uno dei più popolari ed influenti libri di teologia pubblicati nel XVI secolo in Europa. Rifletteva il pensiero della corrente religiosa dei cosiddetti "spirituali", la quale sosteneva che fosse necessaria una riforma nella Chiesa cattolica traendo ispirazione dalla Riforma protestante.

## Storia
Fu scritto in Sicilia, probabilmente nel monastero di San Nicolò l'Arena presso l'odierna Nicolosi, e pubblicato a Venezia nel 1543 ed ebbe un enorme successo per l'epoca, raggiungendo probabilmente la decina di migliaia di copie stampate. Fu tradotto in inglese, francese, croato e castigliano. Benedetto Croce ha descritto come il libro, non appena stampato, ebbe una rapidissima diffusione in Italia.
L'editore Andrea Arrivabene ed il libraio Bonifacio Emilione pubblicizzarono il libro, mantenendo segreta l'identità dell'autore. Nonostante ciò nel 1566 fu scoperto che l'opera era stata scritta da un monaco benedettino chiamato Benedetto da Mantova, residente in Sicilia. L'opera fu successivamente ampliata da Marcantonio Flaminio, un protetto di Juan de Valdés e del cardinale Reginald Pole, e presentava temi cari alla teologia valdesiana.
L'opera fu massicciamente influenzata dalle Institutiones Christianae Religionis di Giovanni Calvino del 1539, di cui incorpora alcune citazioni. Il beneficio di Cristo sostiene la completa dipendenza dell'uomo da Cristo per la propria salvezza. In particolare i primi quattro capitoli espongono la dottrina della giustificazione per fede.
Poco dopo la sua pubblicazione, l'opera fu posta all'indice e la sua diffusione fu combattuta dall'Inquisizione. Nonostante ciò continuò a circolare clandestinamente, ma già nel 1560 essa era di difficile reperibilità.
L'opera sembrava definitivamente persa finché una copia venne ritrovata nel 1855 nella biblioteca del St. John's College a Cambridge.
Un secondo esemplare viene scoperto nel 2019 da Marcello Fini e Michele Righini, bibliotecari dell’Archiginnasio di Bologna e curatori della mostra “Come un incendio d’estate secca e ventosa. Vent’anni di Q, un libro rivoluzionario tra storia della stampa e Riforma”, dedicata al ventennale del romanzo di Luther Blissett. La copia Si trova alla Herzog August Bibliothekche di Wolfenbüttel. Nelle parole dello storico Carlo Ginzburg, "A Wolfenbüttel ce l’avevano sotto il naso e non se n’erano mai accorti”